# العبر (حضرموت)

تعديل مصدري - تعديل

العبر هي مدينة يمنية تتبع محافظة حضرموت، بلغ تعداد سكانها 787 نسمة حسب الإحصاء الذي أجري عام 2004.